# Zamīn-e Ḩasan
Zamīn-e Ḩasan (persiska: آخران, Ākharūn, Ākharān, زمین حسن) är en ort i Iran.   Den ligger i provinsen Hormozgan, i den sydöstra delen av landet, 1 200 km sydost om huvudstaden Teheran. Zamīn-e Ḩasan ligger 652 meter över havet och antalet invånare är 176.
Terrängen runt Zamīn-e Ḩasan är huvudsakligen kuperad. Zamīn-e Ḩasan ligger nere i en dal. Runt Zamīn-e Ḩasan är det glesbefolkat, med 8 invånare per kvadratkilometer. Närmaste större samhälle är Do Gonvīr, 7,9 km väster om Zamīn-e Ḩasan. Trakten runt Zamīn-e Ḩasan är ofruktbar med lite eller ingen växtlighet.